# Aimer
에메(エメ, Aimer, Eme)는 일본의 여자 가수다. 프로필은 공식적으로 공개되지 않았지만 인터넷상에서는 비공식 프로필이 떠돌고 있다. 활동명인 에메는 자신의 오래된 별명이기도 하며 프랑스어로 '좋아한다', '사랑한다'라는 동사에서 따 왔다.